# Missing – Verzweifelt gesucht
Missing – Verzweifelt gesucht (Originaltitel: 1-800-Missing; später Missing) ist eine kanadisch-US-amerikanische Krimi-Mystery-Serie, die von 2003 bis 2006 von NDG Productions produziert wurde.

## Hintergrund
Die Serie basiert auf den Büchern der Reihe 1-800-WHERE-R-YOU der amerikanischen Schriftstellerin Meg(gin) Cabot, die unter dem Pseudonym Jenny Carroll schreibt. Hauptdarstellerin Gloria Reuben wurde, nachdem sie am Ende der ersten Staffel ausgestiegen war, durch Vivica A. Fox ersetzt.

## Ausstrahlung
Die erste Staffel der Serie wurde 2003 in den Vereinigten Staaten unter dem Titel 1-800-Missing ausgestrahlt. Um Irritationen vorzubeugen, strahlte die US-amerikanischen Fernsehstationen bereits nach der ersten Folge und vor jeder weiteren Folge der Fernsehserie den Hinweis aus, dass die Rufnummer der Zentrale für Vermisste nicht 1-800-Missing lautet. Daher wurde der Name der Fernsehserie ab der 2. Staffel in Missing abgeändert. Die deutsche Synchronfassung wurde ab 2005 bei Kabel eins gezeigt. Die 3. Staffel wurde im 1. Quartal 2006 das erste Mal im deutschsprachigen Fernsehen ausgestrahlt.

## Inhalt
Im Mittelpunkt der Handlung steht Jess Mastriani (gespielt von der Kanadierin Caterina Scorsone), die in der ersten Folge von einem Blitz getroffen wird und seitdem hellseherische Fähigkeiten hat. Sie hat Visionen von verschwundenen Personen und wird daher vom FBI kontaktiert. Fortan hilft sie der Bundespolizei bei Vermisstenfällen bzw. wird später selbst FBI-Agentin.
Bei den Fällen, die sie bearbeitet, wird eine Vielzahl an Themen durchgespielt, von Entführung aus Eifersucht über Lösegeld- oder sonstige Erpressungen.
Die Struktur der Serie ist ähnlich gelagert wie Without a Trace – Spurlos verschwunden, greift aber auch Elemente aus der Fernsehserie Dead Zone auf. Ein prägnantes Thema während der Kriminalfälle ist das Element des Übersinnlichen, und der oft mit einem Happyend gekrönte positive Grundton der Serie; so wird die entführte Person zumeist lebend gefunden.

## Charaktere

### Jess Mastriani
Special Agent Jess Mastriani ging zum FBI, nachdem sie einige vermisste Personen in Visionen gesehen hatte. Das FBI stellte sie zunächst nur als „Sonderberaterin“ ein. Nach einem Jahr entschied sie sich, als Agentin für das FBI tätig zu werden, um besser arbeiten zu können und in den Fällen selbst die Kontrolle zu haben.

### Nicole Scott
Special Agent Nicole Scott könnte eine der besten Agenten des FBI sein, wenn sie nicht ein Problem hätte – sie tut sich schwer mit der Autorität ihres Chefs und ist in ihren Kollegen verliebt, auch wenn sie das nur schwer zugibt.

### Antonio Cortez
Special Agent Antonio Carlos Cortez wird am Anfang als Forensiker vorgestellt. Er entwickelt sich aber im Laufe der Serie mehr und mehr zu einem Außendienstagenten. Am Ende der 3. Staffel stirbt er durch eine Autoexplosion, nachdem er und Nicole entschieden hatten, dass sie es noch einmal miteinander versuchen wollten und sie sich zum Frühstück verabredeten. Am Ende stellt sich heraus, dass auch Nicole hätte sterben können, wenn sie mit in den Wagen gestiegen wäre. Aber auch Antonio hätte überleben können, wenn er mit in Nicoles Wagen gestiegen wäre.

## Übersicht

### 1. Staffel (2003–04)
In diesen Folgen arbeitet Jess mit der FBI-Agentin Brooke Haslett (Emergency-Room-Darstellerin Gloria Reuben) zusammen. Beide sind sich anfangs nicht sehr sympathisch, lernen einander dann aber kennen und schätzen. Zwei weitere Hauptdarsteller sind Sunny Estrada (Justina Machado), die „Recherche-Spezialistin“, die nicht direkt ermittelt, sondern mit Hintergrundwissen aufwartet, sowie Alan Coyle (Dean McDermott), der Vorgesetzte der Frauen, der seine schützende Hand über sie hält. Im Verlauf der Staffel stellt sich Jess die Frage, ob sie für das FBI auch noch nützlich wäre, würden ihre hellseherischen Kräfte einmal nicht mehr da sein. Privat ist sie zwischen ihrem Freund Hunter und einem FBI-Agenten hin- und hergerissen. Brooke erhält außerdem das Angebot, in San Francisco eine leitende Stelle zu übernehmen. Die letzte Folge der 1. Staffel endet damit, dass Jess beschließt, selbst FBI-Agentin zu werden, und Brooke nach San Francisco versetzt wird. Die erste Staffel spielt in Indiana, Jess’ Heimat, weshalb auch ihre Mutter und ihr Bruder häufig auftreten.

### 2. Staffel (2004–05)
Nach dem Ende von Season 1 entschloss man sich zu einer radikalen Änderung. Der Originaltitel wurde in Missing geändert, und von den vier Hauptdarstellern blieb nur Caterina Scorsone alias Jess Mastriani erhalten. Sie ist jetzt FBI-Agentin, hat eine andere Frisur (rote Haare) und agiert zunehmend selbstbewusster. Ihre neue Partnerin ist Nicole Scott (Vivica A. Fox), die in der Vergangenheit oft in Konflikt mit ihren Vorgesetzten geriet, weil sie sich nicht immer an die Vorschriften hält. Weitere Mitglieder in ihrem Team sind Antonio Cortez (Mark Consuelos) und John Pollock (Justin Louis). Im Verlauf der Staffel entwickeln sich alle Charaktere weiter. Zunächst kommt Jess überhaupt nicht mit Nicoles unkonventioneller, direkter Art klar, dann werden sie aber Freundinnen. Außerdem stellt sich heraus, dass Nicole und Antonio eine Affäre hatten, als sie 1999 in Phoenix zusammenarbeiteten. Assistant Director Pollock ist zunächst äußerst unfreundlich, wird im Verlauf der Serie aber immer zugänglicher. Die letzte Folge endet damit, dass alle vier zusammen einen äußerst schwierigen und gefährlichen Fall lösen und Pollock als Belohnung allen zwei Wochen Urlaub gibt. Dann sieht man noch, dass Antonio und Nicole wieder zusammen sind.

### 3. Staffel (2005–06)
Die erste Folge spielt nur zwei Wochen nach der letzten der zweiten Staffel (nach dem Urlaub). Zu Beginn taucht ein neues Teammitglied auf, Janey Cooper (Alex Appel). Sie wird aber schon in der achten Folge erschossen. Pollock hat ein Eheproblem, weshalb er schließlich beurlaubt wird. Außerdem haben Antonio und Nicole eine Beziehung, weshalb er mit dem Gedanken spielt, das FBI zu verlassen (Beziehungen zwischen FBI-Agenten eines Teams sind laut Serie nicht erlaubt). Damit er dem Team weiterhin erhalten bleibt, beendet Nicole die Beziehung.
Antonio bekommt am Ende der Staffel Todesdrohungen und wird fast erstochen, als er einen Verdächtigen verhaften will. Später, bei einem Einsatz, verkleidet sich der Schreiber als FBI-Agent und versucht, Antonio zu erschießen. Nicole kann ihm zuvorkommen und rettet Antonio so das Leben. Am Ende der Folge verabreden sie sich zu einem Treffen zum Frühstück. Antonio öffnet die Wagentür, steigt ein und schließt sie, woraufhin vor Nicoles Augen der Wagen explodiert.

## Gastdarsteller
- Mýa (2. Staffel, Folge 10)
- Macy Gray (3. Staffel, Folge 13)
- Rob Stewart (3. Staffel, Folgen 10 und 11)

## Preise
- 2006 Image Award für Vivica A. Fox in der Kategorie Herausragende Darstellerin in einer dramatischen Serie

Die Serie war 2005 für zwei weitere Image Awards nominiert, nämlich in den Kategorien Herausragende Darstellerin in einer dramatischen Serie (Vivica A. Fox) und Bester Nebendarsteller Fernsehen (Mark Consuelos).

## Ähnlich gelagerte Serie
Auch in Medium – Nichts bleibt verborgen (mit Patricia Arquette) geht es um eine Hellseherin, die den Behörden bei der Aufklärung von Straftaten hilft, allerdings nicht, wie bei Missing, dem FBI, sondern der Staatsanwaltschaft. Im Gegensatz zu Missing wartet Medium außerdem mit einer weit düstereren Grundstimmung auf und oft steht auch eher die psychische Belastung des Mediums durch die Visionen im Vordergrund.